# لوی کوپیک
لوی کوپیک (انگلیسی: Levi Copestake؛ 1886 – ۱۹۶۸ (۸۱−۸۲ سال)) بازیکن فوتبال اهل بریتانیا بود.
از باشگاه‌هایی که در آن بازی کرده‌است می‌توان به باشگاه فوتبال وورکساپ تاون، باشگاه فوتبال بریستول سیتی، باشگاه فوتبال اکستر سیتی، و باشگاه فوتبال بلکپول اشاره کرد.